# 八甲田ロープウェー
八甲田ロープウェー (はっこうだロープウェー) は、青森県青森市の八甲田ローブウェー山麓駅と八甲田ローブウェー山頂公園駅とを結ぶ旅客営業用の索道である。八甲田ロープウェー株式会社により運営されている。山麓駅は国道103号からアクセスすることになる。

## 概要
営業時間は9時00分から15時40分までであるが、3月から11月中旬までは終発が16時20分に延長される。運転間隔は15分から20分、所要時間は約10分である。開業は1968年10月である。搬器 (ゴンドラ) は1981年5月と2003年5月にそれぞれ更新され、現在のゴンドラはスイスCWA社製の3代目である。2005年には駆動制御装置と、予備原動装置が更新された。
- 種類・方式 : 複線交走式普通索道
- 線路水平こう (亘) 長 : 2,367.84 m
- 線路傾斜こう長 : 2,459.70 m
- 最大高低差 : 649.50 m
- 最大径間長 : 733.32 m
- 最大勾配 : 25度43分
- 支柱 : 4基
- 主原動機 : 直流150 kW×2
- 予備原動機 : 124 kW / 1800rpm
- 最大運転速度 : 5 m
- 搬器定員 : 101人 (乗務員1人含む)
- 索道メーカー : 日本ケーブル

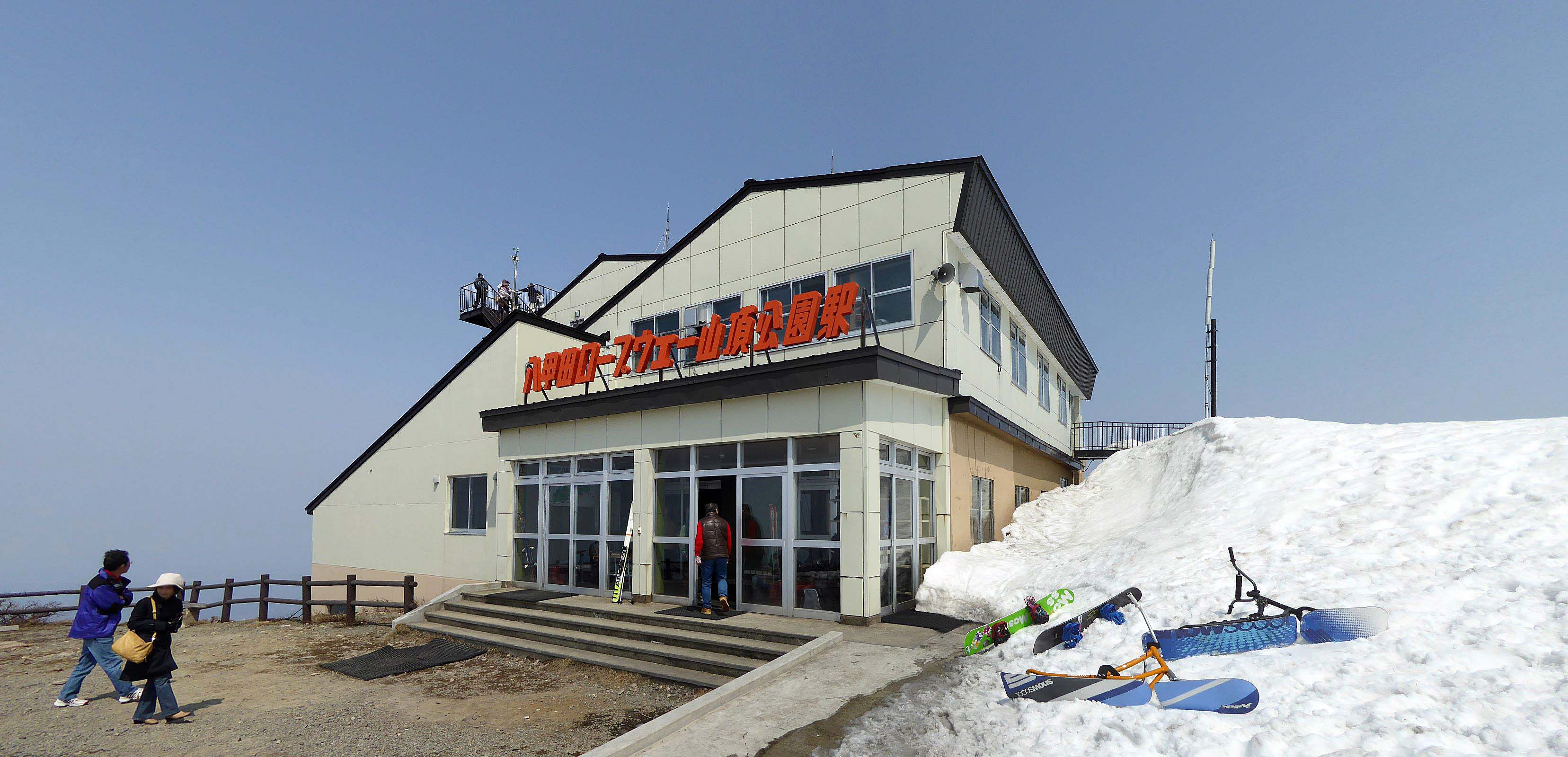
山頂公園駅
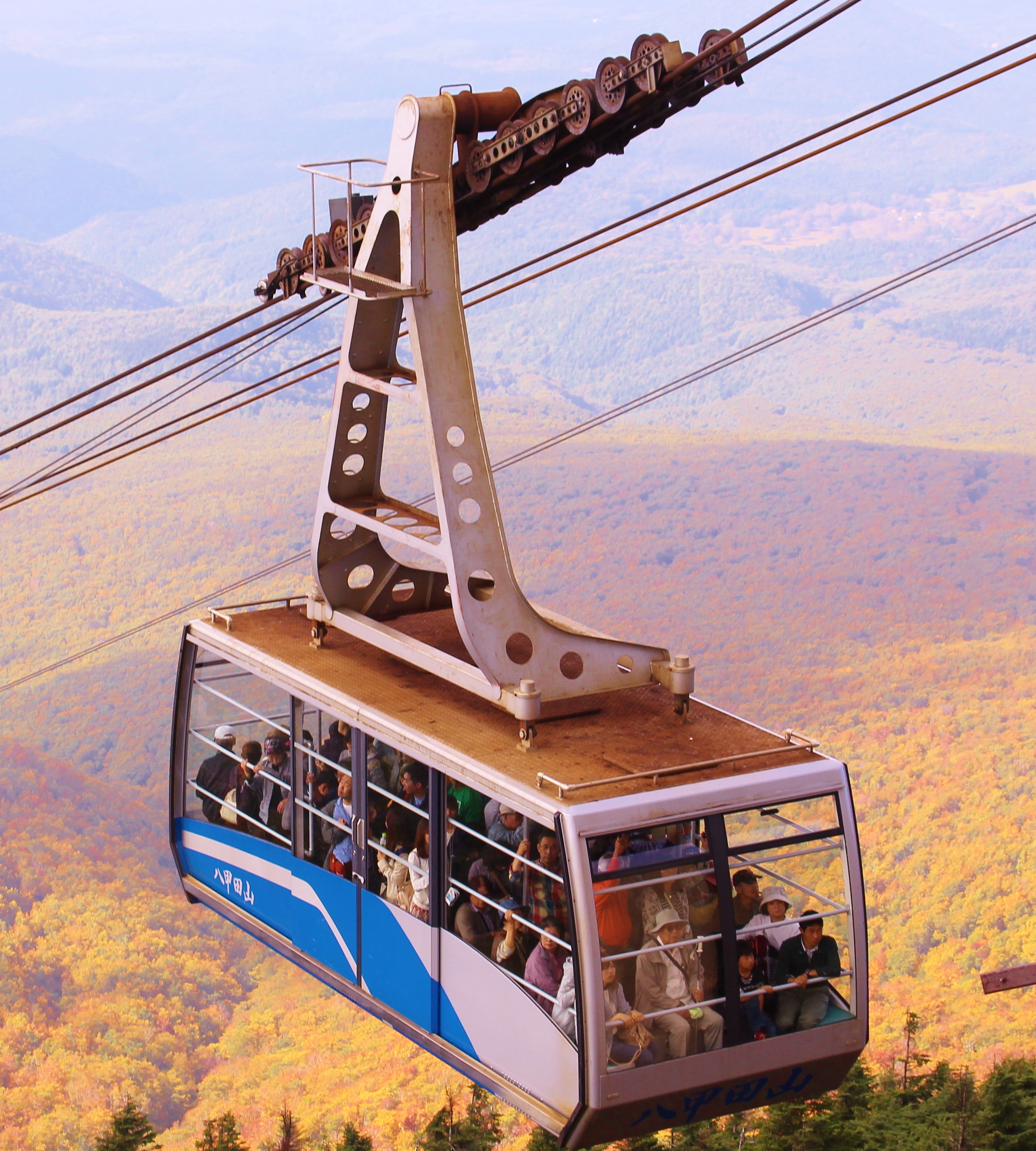
ゴンドラ
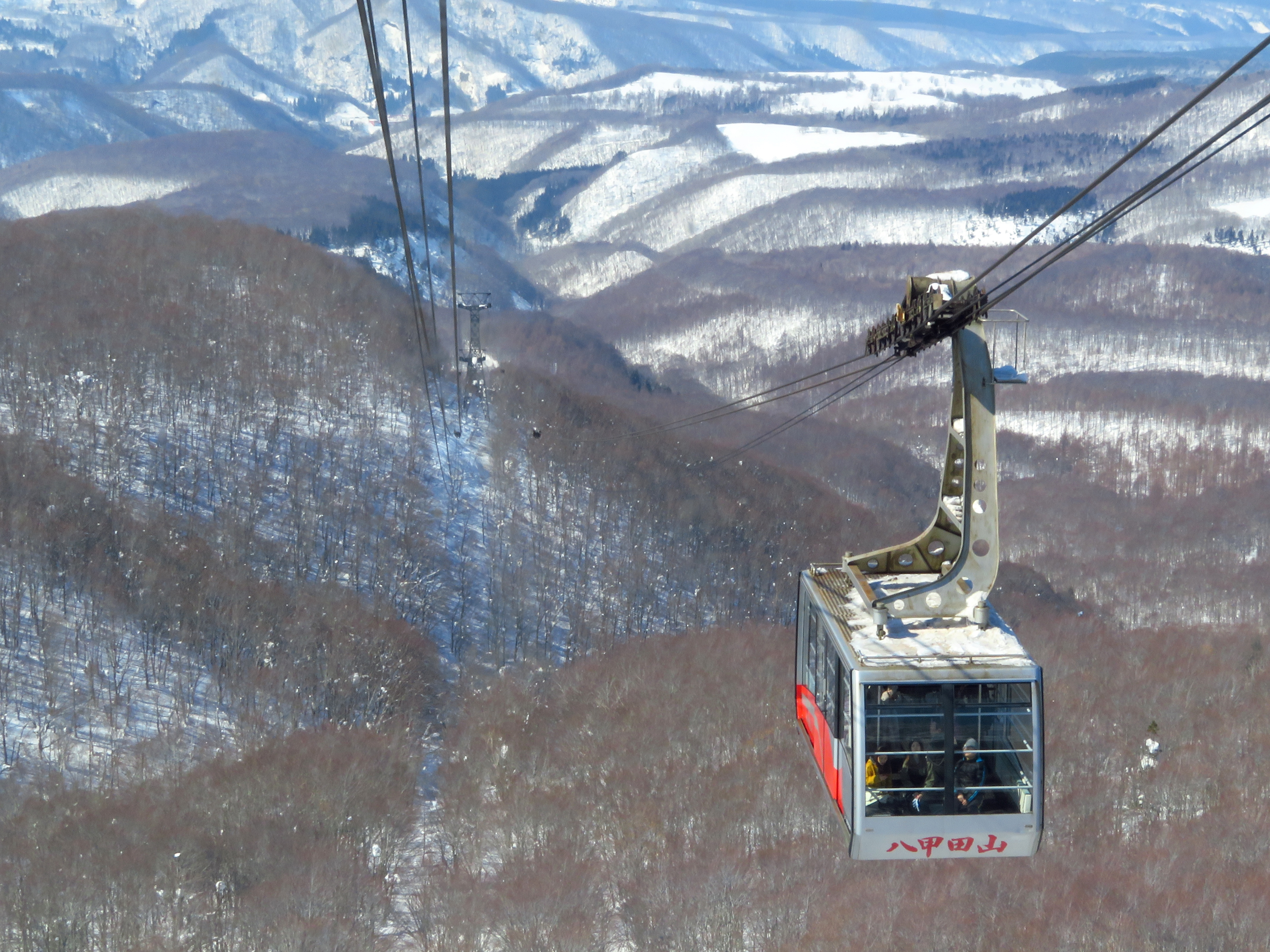
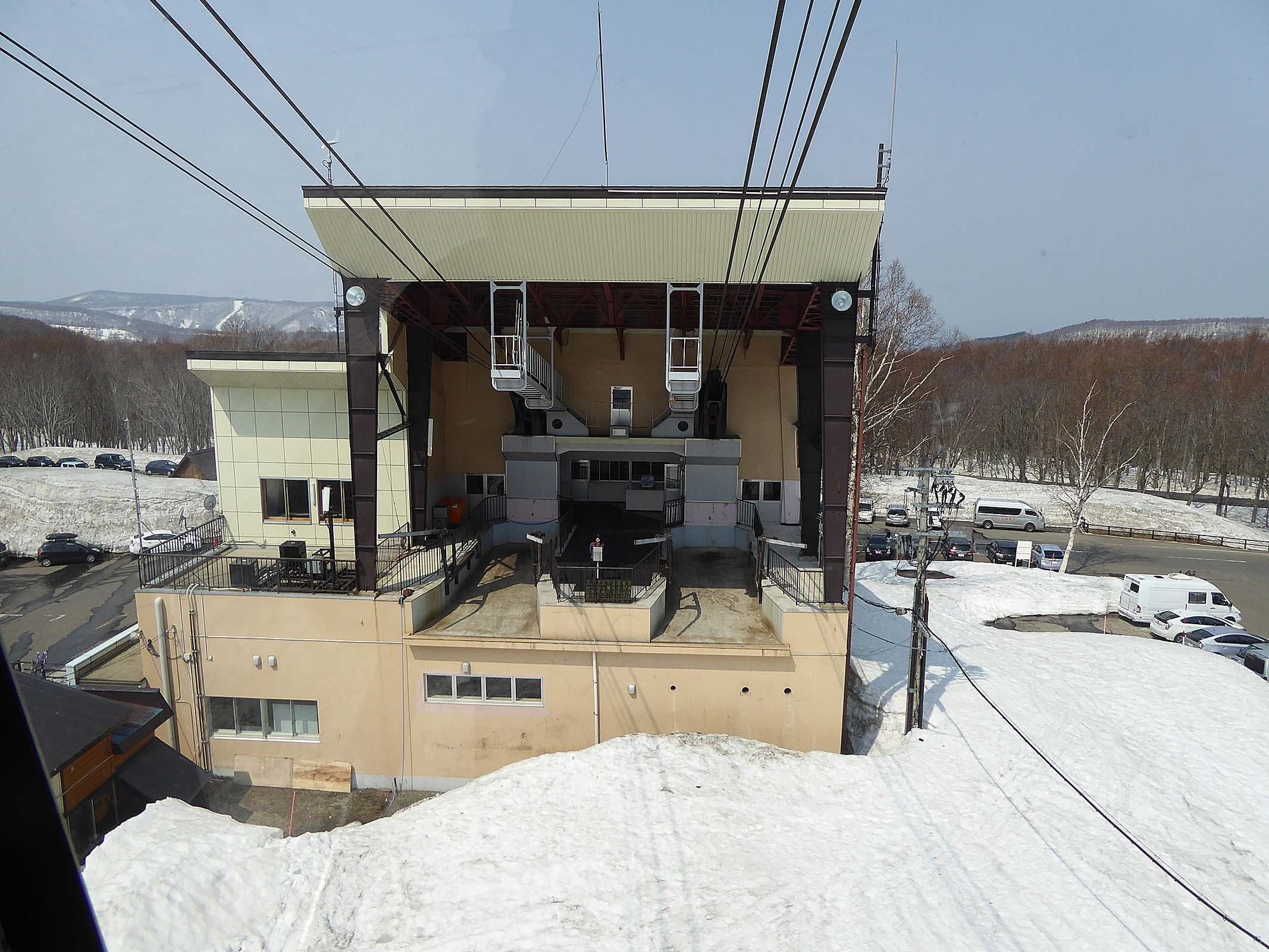

## 参考
- 公式サイト「ロープウェーの概要」